# Agustin Barrios Mangore
Agustin Barrios (5 tháng 5 năm 1885 – 7 tháng 8 năm 1944) hay vẫn gọi là Agustin Barrios Mangore, là nhạc sĩ guitar và nhà soạn nhạc người Paraguay, người mà John Williams gọi là cây guitar vĩ đại nhất, chỉ soạn nhạc cho guitar mà thôi.

## Tiểu sử

### Thời thơ ấu
Agustin Barrios sinh năm 1885 tại ngôi làng nhỏ San Juan Bautista quận Misiones, miền nam Paraguay. Đó là một vùng quê kém phát triển như mọi vùng khác, ngày nay khung cảnh vẫn chẳng khác mấy so với ngày Barrios sinh ra ngoại trừ có thêm hai tượng đài lưu niệm Barrios ở quảng trường trung tâm.
 
Bố ông là Doroteo Barrios, phó lãnh sự Argentina tại Misiones, cưới mẹ của ông, Martina Ferreira, một giáo viên người Paraguay. Cả hai người đều rất yêu văn học nghệ thuật, người ta nói có lẽ Agustin thừa hưởng tình yêu văn thơ từ mẹ của mình. Nhà Barrios là một gia đình nghệ thuật, họ có một thư viện thuộc loại lớn nhất trong vùng. Bản thân Doroteo là tay guitar nghiệp dư, ông cùng với anh trai Pedro chơi violin và Cornelio chơi sáo lập nên bộ tam tấu chơi nhạc trong các dịp đặc biệt. Là con thứ 5 trong nhà, Agustin bắt chước cha chơi guitar, ông được cha mua cho một cây guitar, nhờ đó ông tạo ra được "những âm thanh phi thường" và làm đám bạn thích thú. Về sau gia đình ông lập "ban nhạc nhỏ" gồm: Romulo (1874) chơi harp, Hector (1875) chơi violin, Virgilio (1874) chơi sáo, ba người chơi guitar là Agustin, Jose (1881), Diodoro (1888).

Năm 1898 Barrios gặp Gustavo Sosa Escalada (1844-1944), người sẽ thay đổi cuộc đời ông. Escalada là người Paraguay sinh tại Argentina, ông này học chơi guitar cổ điển với Carlos Garcia Tolsa, Juan Alais, Antonio Ferreyro. Năm 1898 Escalada trở lại Paraguay dạy guitar cổ điển tại một trường tư từ 1897 đến 1909. Trong vài dịp đến San Juan Bautista ông có xem Agustin Barrios chơi đàn, nhận thấy tài năng của cậu bé, ông bắt đầu dạy ngay lập tức cho Barrios và thuyết phục bố mẹ Barrios cho ông đến Asuncion học.

### Sự nghiệp
Năm 1899, Barrios đến thủ đô Asuncion ở với các anh và học guitar với Escalada. Năm 1901 ông mới vào trường trung học quốc gia, trễ mất hai năm. Nhưng 2 năm sau đó, năm 1903 ông càng ngày càng gắn bó với cây guitar và rời trường trung học. Tháng 12 năm 1903, ông trình diễn ra mắt lần đầu trong vai trò nhạc sĩ guitar. Số là do buổi diễn có vài thay đổi, ca sĩ hôm đó bị bệnh nên để lấp chương trình ông đã có cơ hội chơi song tấu guitar bản "Fantasia en Imitacion al piano" của Vinas với Juan de la Cruz Samaniego. Dù chỉ là để chữa cháy nhưng buổi diễn cũng đã giúp Barrios tiến gần hơn với khán giả. Ông chẳng thể nào sống được với cây guitar do vậy ông phải làm nhiều công việc khác: nhân viên sao chép trong nhà băng, trong hải quân và thậm chí là phóng viên một tờ báo nhưng chẳng việc nào thành công bởi đam mê duy nhất của ông chính là cây guitar.

Trong thời gian này ông cũng gặp một người quan trọng trong cuộc đời: một người gốc Ý, Nicolino Pellegrini. Năm 1893 Pellegrini chuyển đến Asuncion dạy violin. Năm 1895 là năm thành lập nhạc viện Paraguay, Pellegrini được phong làm chỉ đạo chương trình âm nhạc. Năm 1903, có lẽ Barrios bỏ học ở trường trung học là để tập trung học nhạc tại viện dưới sự dẫn dắt của Pelligrini. Nhờ ông thầy nổi tiếng này mà Barrios được tham gia nhiều hơn vào các buổi diễn và nhờ vậy ông càng được biết đến nhiều hơn. Ngoài guitar, Barrios còn học chơi violin và cello.

Các buổi biểu diễn nói chung là không thường xuyên nên ông tham gia chơi đàn hầu như hàng đêm ở các buổi dạ nhạc từ năm 1905 đến 1909. Ông nổi tiếng với tên gọi "giáo sư guitar". Cảm thấy cần phải đi diễn ở các nơi khác nữa để mở rộng khán giả, nhưng sau một số buổi diễn ở các vùng quê hẻo lánh không thành công như mong đợi, ông trở về Asuncion dạy học.

Năm 1910 bạn Barrios, Viriato Diaz Perez, một người Tây Ban Nha di cư đến Paraguay, giới thiệu ông với một người bạn là chủ một tờ báo ở Argentina, trong lúc Barrios đang diễn ở Corrientes, Argentina thế là ông này mời Barrios đến Buenos Aires. Buenos Aires thời đó là trung tâm của Nam Mĩ cả về kinh tế, chính trị và văn hóa, là nơi thích hợp để ông phát triển sự nghiệp của mình. Tại đây Barrios có nhiều cơ hội tiếp xúc với các nghệ sĩ đến từ châu Âu.

Năm 1910 là năm kỉ niệm thứ 100 ngày độc lập của Argentina, không khí thành phố trở nên sôi động hơn, Barrios có nhiều cơ hội biểu diễn tại các nhạc hội guitar. Nhưng ngoài ra ông vẫn làm nhiều việc khác để sống như chơi nhạc cho phim câm hay chơi nhạc nền cho các sân khấu.

Trong năm 1911 đôi khi Barrios đến Peru, Chile. Ông hay bị chỉ trích dữ dội vì trình diễn các chương trình "thấp hèn" trong đó ông chủ yếu chơi các giai điệu dân gian và sử dụng guitar dây kim loại!.

Năm 1912 Barrios đến Uruguay, ông kết bạn với một người chủ trại chăn nuôi giàu có đồng thời là tay guitar nghiệp dư, Martin Borda y Pagola. Borda y Pagola là mạnh thường quân của các nhạc sĩ guitar, Barrios cũng được ông này hỗ trợ rất nhiều trong vòng 15 năm tiếp sau. Trong khoảng từ 1912-1926 ông lang thang ở Uruguay, đi hết nhà người này sang nhà người nọ. Ông "trả tiền trọ" bằng âm nhạc của mình.

Năm 1914 Barrios quay về Buenos Aires thu âm một số đĩa 78 vòng cho các hãng đĩa Atlanta và Artigas. Đây là các đĩa nhạc guitar cổ điển đầu tiên từng được thu âm.

Năm 1916 ông về Brazil, ở đây ông có ghi âm một buổi diễn ở Rio de Janeiro trong đó chơi các bản chuyển soạn tác phẩm của Bach, Verdi, Chopin, Grieg, Mendelssohn và các tác phẩm của Giuliani, Coste, Arcas.

Từ 1916 đến 1920 Barrios ở Sao Paulo, Brazil. Giai đoạn này ông có nhiều phát triển cả về kĩ năng biểu diễn và sáng tác. Các tác phẩm nổi tiếng ra đời trong lúc này: Un sueño en la Floresta, Mazurka Apasionata, Allegro Sinfónico và Romanza en Imitación al Violoncello. Ông vẫn tiếp tục chuyển soạn các tác phẩm cổ điển sang cho guitar, các buổi biểu diễn của ông cũng thành công rực rỡ. Ông còn gặp nghệ nhân đàn guitar Romeo di Gorgio, ông này làm riêng cho ông cây guitar 20 ngăn phím. Với cây đàn này ông có thể sử dụng nốt đô cao trong bài "Un sueño en la Floresta".

Năm 1918 do nhầm tên một tờ báo đưa tin Barrios chết ở Uruguay trong khi ông đang sống ở Sao Paulo, nhưng trong năm đó thông tin này được cải chính. Năm 1934 lại thêm 1 lần nữa ông bị tuyên bố đã chết, tại Mexico và sau đó là Venezuela.

Năm 1919 Barrios có cơ hội gặp Gino Marinuzzi, nhạc trưởng nổi tiếng ở Milan sang Rio de Janeiro biểu diễn. Họ tổ chức một buổi gặp mặt và tại đó Barrios đã gây ấn tượng mạnh đối với vị nhạc trưởng, nhưng tiếc rằng sau này Barrios không giữ liên lạc với Marinuzzi, nếu không ông hẳn đã có cơ hội nổi tiếng ở châu Âu sớm hơn nhiều và cuộc đời ông hẳn sẽ khác đi. Năm 1919 là năm thành công đặc biệt của Barrios, cũng từ năm này trở đi ông sẽ sáng tác các tuyệt phẩm của mình.

Tháng 6 năm 1920, cả Barrios và Segovia cùng lúc đều ở Montevideo, Uruguay trong 5 tuần hai tay guitar không gặp nhau mặc dù đang ở trong cùng 1 thành phố. Cho đến đầu năm 1921 hai người mới gặp nhau tại Buenos Aires. Sau đó Barrios còn trình diễn trước "cầm thủ vĩ đại" nhân dịp đến thăm nhà Segovia, theo Klinger, người viết tiểu sử Barrios thì: "Barrios đã trình bày cả một "dòng thác" các tuyệt phẩm làm cho Segovia phải kinh ngạc... hơn nữa: ông ấy đã thua đứt. Sau gần 2 giờ diễn ông (Barrios) được bậc thầy (Segovia) chúc tụng. Có một tác phẩm Segovia rất thích và tỏ ý muốn chơi trong các buổi diễn của mình. Barrios thân ái đề tặng Segovia một bản sao. Thế nhưng tác phẩm này Segovia sẽ không bao giờ chơi. Lý do: nếu ông ta chơi nó với tất cả khả năng điêu luyện của mình ông sẽ nâng Barrios lên một tầm cao mà không ai có thể vươn tới, và như vậy sẽ làm giảm uy danh của chính mình".

Tác phẩm mà Segovia rất thích đó chính là "La Catedral". Năm 1921 Segovia chưa đạt được uy tín tuyệt đối như các thập niên sau này ông sẽ có, thế nên ông ta sẽ chẳng mạo hiểm so tài. Nếu ông ta thực tâm thì hẳn ông đã chơi "La Catedral" cũng như các tác phẩm khác của Barrios và giúp Barrios tổ chức diễn ở châu Âu và ở Hoa Kỳ. Mãi tới nhiều năm sau Barrios mới nhận ra rằng Segovia chẳng phải là bạn mình, ông bảo Segovia "điếc trong trái tim". Barrios công tâm công nhận Segovia sở hữu một kĩ thuật xuất chúng, bù lại ông tự hào về khả năng sáng tác của mình – một khả năng đòi hỏi trình độ và tài năng vượt xa những yêu cầu thuần túy kĩ thuật của một "nhạc công", dẫu sao ông cũng đã quá khiêm nhường để thấy rằng về mặt kĩ thuật ông cũng chẳng hề kém cạnh.

Tháng 4 năm 1921, Barrios trả lời phỏng vấn của một tờ báo Uruguay: "Chừng nào mà sức khỏe bất ổn của tôi còn cho phép tôi có thể viết 5 tác phẩm cho các buổi diễn đó. Tôi xem tác phẩm quan trọng nhất sau "Vals de Primavera" là bản trữ tình "La Catedral" bao gồm hai phần, một "andante religioso" và một "allegro solemne".

Trên đây là minh họa cho tác phẩm được chơi lại nhiều nhất của Barrios. Tác phẩm này được viết sau khi ông đến thăm giáo đường San Jose ở Montevideo. Khúc andante với các hợp âm rộng diễn tả ấn tượng của ông về một nhạc công organ chơi nhạc của Bach trong giáo đường. Đoạn allegro diễn tả cảm xúc sau khi ông rời khung cảnh thanh bình của giáo đường, khi ông hòa vào thế giới thực hòa vào đường phố nhộn nhịp khi mà mọi người ai cũng vội vã dường như không ai có thời gian suy nghĩ, nó được ông khắc họa bằng chuỗi các nốt nửa móc đơn liên tu bất tận. Ngoài ra còn có phần thứ ba "Preludio Saudade" là phần được viết thêm sau này.

Ngày 21 tháng 8 năm 1922, Barrios trở về Paraguay, chuyến trở về là thắng lợi lớn không phải về mặt tài chính mà vì ông được công nhận là một trong những cầm thủ vĩ đại nhất thế giới. Chào đón ông trở về là những người đã đóng vai trò rất lớn trong cuộc đời ông và nay lại vô cùng tự hào vì ông: Escolada, Pellegrini, Perez. Trong vòng 8 tháng ông tham gia 11 buổi diễn ở Asuncion. Ông dự định sẽ ở lại luôn tại quê hương nhưng rồi dự định này không thể thực hiện.

Tháng 4 năm 1926 ông lại đến Rosario, Argentina ở với người bạn làm thầy dạy guitar, ông nhận con gái người bạn – là một thần đồng sẽ nổi tiếng về sau – làm học trò. Ông cũng dành thời gian vào việc sáng tác, ít nhất 17 tác phẩm được viết trong thời gian này.

Tháng 8 năm 1924 ông trở về Paraguay mở một trường nhạc tại Asuncion, nhờ mối quan hệ với chính quyền mà thỉnh cầu của ông nhanh chóng được toại nguyện. Năm 1925 ông lại đến Uruguay ở một năm.

Năm 1928 ông sang Argentina định trình diễn 3 buổi tại Buenos Aires, nhưng chỉ diễn được một buổi do thiếu khán giả. Thành phố hứa hẹn tương lai cho ông lại chính là thành phố chối bỏ ông, thất vọng, ông thề sẽ không bao giờ trở lại.
Năm 1929 ông rời Buenos Aires đến Brazil trình diễn tại Pelotas, Sao Paulo, Rio de Janeiro. Đặc biệt công chúng Rio de Janeiro nồng nhiệt chào đón Barrios và nhạc của ông. Ngày 25 tháng 10 năm 1929 tại rạp hát thành phố người dân Rio tổ chức buổi hòa nhạc tiễn chân Barrios.

Cũng trong năm này ông gặp Gloria Seban. Bà là người phụ nữ đảm đang, chăm sóc cho Barrios từ những thứ nhỏ nhất. Không là người hiểu biết âm nhạc và chẳng hề nhận thấy tài năng của Barrios thế nhưng bà là người sẽ đi cùng ông đến cuối đời, mặc dù chẳng bao giờ họ cưới nhau.

Khoảng những năm 1930, Barrios có dự định rời Nam Mĩ chuẩn bị đến Hoa Kỳ. Ông tự tạo ra nhân vật gọi là Nitsuga Mangore, "người đưa tin của dòng giống Guarani... Paganini của cây guitar từ rừng rậm Paraguay", ông mặc trang phục thổ dân trong các buổi diễn với lông chim và cung tên. Mục đích của việc này chủ yếu là để thu hút sự chú ý của công luận. Ông bắt đầu thêm một số tác phẩm mang "tính chất Guarani" vào tiết mục trình diễn. Ngoài ra giờ ông còn chơi thêm các tác phẩm của Sor, Tárrega, Albéniz và các bản nhạc cổ điển chuyển soạn khác.

Tháng 10 năm 1931 Barrios chơi ở Fortaleza với một số bản nhạc của Bach, Mozart, Beethoven. Thậm chí ông còn bị chê là "biểu diễn quá "cổ điển", đòi hỏi phải có kiến thức âm nhạc mới có thể thấu hiểu", thật trớ trêu thay cho Barrios.

Tháng 9 năm 1931 ông đến Cayenne, Guiana. Tháng 11 ông đến diễn ở Martinique, có trình tấu một tác phẩm của Jules Massenet.
Năm 1932 ông sang Trinidad. Tháng 2 năm 1932 ông đến Venezuela, nơi khán giả đánh giá cao âm nhạc của ông. Trong 2 tháng ở Caracas ông diễn tổng cộng 25 buổi, được báo chí khen ngợi, ngoài ra còn được mời đến các buổi sinh hoạt xã hội. Barrios có ảnh hưởng đến âm nhạc Venezuela rất nhiều, Antonio Lauro, nhà soạn nhạc nổi tiếng người Venezuela khen ngợi ông là người cởi mở, nhiệt tình và là "người thầy" tốt.

Tháng 5 năm 1932 ông lâm bệnh đột ngột, cho đến tháng 9 năm 1932 ông không có buổi diễn nào, đến tháng 10 ông đến Bogota, Colombia. Trong 5 tuần ở đây ông diễn đến 17 buổi và đạt nhiều thành công. Tháng 3 năm 1933 ông diễn trước tổng thống Panama, Abdiel Arias. Sau đó đến Costa Rica và El Salvador và Guatemala.

Năm 1933 ông lên đến México, ông vẫn được nghênh đón và công luận cũng ưu ái mặc dù khi ấy Segovia cũng đang ở đây.

Năm 1934 ông gặp đại sứ Paraguay tại Mexico, Tómas Samoloni, ông này thuyết phục Barrios bỏ tên hiệu Nitsuga Mangore bởi vì "không phù hợp và không cao quý", thế là Barrios bỏ tên này, nhưng sau đó đôi khi vẫn tự giới thiệu là Barrios Mangore. Tháng 7 năm 1934, Barrios và Samoloni (lúc này đã trở thành nhà bảo trợ và "quản lý" của ông) xuống cảng La Habana, họ lưu lại đây trong vòng 2 tháng và đến tháng 9 lên đường đi châu Âu.

Cuối tháng họ đến Brussels, trú tại nhà con của Samoloni. Có người cho rằng trong giai đoạn này ông kết bạn với Igor Stravinsky. Tại đây ông diễn một buổi tại nhạc viện hoàng gia, tuy không gây ấn tượng bằng các tác phẩm của các tác giả châu Âu, ông đã gây kinh ngạc các nhạc sĩ chuyên nghiệp bằng các tác phẩm chính mình sáng tác. Đây là thành công lớn nhất của Barrios.

Sau đó ông cùng Samoloni đến Berlin ở khoảng 15 tháng nhưng không trình diễn bất kì buổi ra nào tại Berlin. Nguyên nhân có lẽ do không gặp được nhà tổ chức chuyên nghiệp hoặc có thể do thái độ kì thị của người Đức.

Năm 1936, Barrios một mình đến Tây Ban Nha, ông diễn một buổi trước công chúng Madrid. Ông gặp Regino Sainz de la Maza, và nhà thơ Federico Garcia Lorca, ngoài ra ông còn diễn trước hoàng gia Tây Ban Nha theo lời mời của nữ hoàng Victoria Eugenia. Lúc đó nội chiến Tây Ban Nha sắp nổ ra, cảm thấy không còn cơ hội và không đảm bảo an toàn ông trở về Nam Mĩ. Lịch sử đã ngăn ông đến thành công.

### Những năm cuối
Tháng 2 năm 1936 ông đến Caracas và tháng 3 đến Trinidad. Tháng 8 lại trở lại Venezuela. Nhưng lần này ông không còn thành công như trước. Năm 1938 ông ở La Habana, Cuba, ông viết khúc thứ ba cho bản "La Catedral". Sau khi rời Cuba ông lâm vào khó khăn về tài chính, đến Costa Rica ông được một người bạn cho mượn nhà ở trong một năm. Ông không trình diễn nhiều vì lý do sức khỏe.

Tháng 7 năm 1939 ông đến El Salvador diễn vài buổi sau đó đến Guatemala rồi đến Mexico City, tại đây ông bị lên cơn đau tim. Năm 1940 ông trở lại El Salvador. Tổng thống Maximiliano Hernandez Martinez chỉ định ông làm giáo sư tại nhạc viện quốc gia. Trong những năm này niềm yêu guitar của Barrios không hề suy giảm, ông tập đều đặn 4 giờ mỗi ngày.

Tháng 3 năm 1944 Segovia đến El Salvador trình diễn, hai người gặp nhau vài giờ trong khách sạn của Segovia trong lúc Barrios đang rất không khỏe. Vài giờ sau Segovia ra đi, trước khi đi có tặng Barrios một bộ dây ruột mèo.

Ngày 7 tháng 8 năm 1944 Barrios qua đời bên cạnh vợ và bạn bè. Mộ ông nằm tại nghĩa trang Cementerio de Los Ilustres tại San Salvador, El Salvador.

## Di sản

### Với âm nhạc dân gian
Từ thuở thiếu thời nền âm nhạc dân gian Paraguay (polka Paraguaya, zamba và vals) đã đưa Barrios đến với âm nhạc cho đến năm 1898 khi ông được Escalada giới thiệu với guitar cổ điển. Âm nhạc của Barrios phản ánh niềm tự hào quê hương và mang ảnh hưởng của âm nhạc dân gian, các sáng tác của ông có nhiều tác phẩm dựa trên các giai điệu của nhạc Nam Mĩ (các điệu nhảy choro của Brazil, Tango của Argentina, Cueco của Chile...) mà các tác phẩm Danza Paraguaya No. 1 (c 1924), Danza Paraguaya No.2; Jha, Che Valle!, (kh. 1923), và Danza Paraguaya No.3: London Carapé (kh. 1909) là những điển hình.

Trong biểu diễn ông sử dụng cây đàn guitar dây sắt, đó là điều trái với truyền thống của nhạc guitar cổ điển khi mọi người đều dùng dây ruột mèo. Ông hay bị chỉ trích dữ dội vì trình diễn các chương trình "thấp hèn" trong đó ông chủ yếu chơi các giai điệu dân gian và sử dụng guitar dây sắt! Thậm chí ông còn bị tẩy chay chỉ vì dùng loại dây "không đúng chuẩn", điển hình là ở Argentina năm 1928. Có thông tin rằng Andre Segovia, trong một cuộc tranh luận có nói "tôi chẳng biết làm gì với mớ dây hàng rào đó". Nhưng vì thế mà Barrios càng có xu hướng thiên về âm nhạc dân gian, khi ông chơi các điệu nhảy dân gian thì sẽ chẳng có ai bắt bẻ ông về chuyện dây kim loại cả.

### Sáng tác, tác phẩm
Về sáng tác Barrios là một nhà cách tân và là một nhạc sĩ độc đáo, các sáng tác của ông đương thời từng làm kinh ngạc cả những tai nghe chuyên nghiệp.

Tác phẩm của ông có 3 xu hướng rõ rệt. Một là âm nhạc dân gian. Hai là sáng tác học theo mô thức nhạc thời kì Baroque và thời kì Lãng mạn; âm nhạc cổ điển châu Âu giúp Barrios nâng cao khả năng sáng tác, khả năng sử dụng hòa âm, nó còn giúp nhạc của Barrios dễ nghe hơn. Đặc biệt Barrios rất hâm mộ Bach, ông từng nói "Thật tuyệt biết bao khi Bach nâng chúng ta đến bất diệt", trong La Catedral có thể thấy ảnh hưởng của Bach rất rõ rệt, các tác phẩm viết năm 1919 như Romanza en Imitació al Violoncello, Estudio de Concierto, Mazurka Apasionata, Allegro Sinfónico chịu ảnh hưởng của âm nhạc cổ điển của Beethoven, Chopin, Schumann, ông còn chịu ảnh hưởng của các nhạc sĩ khác cùng thời như Heitor Villa-Lobos, Tarrega (Variations on a Theme of Tárrega). Ba là hướng về tâm linh, tín ngưỡng, chẳng hạn Una Limosna por el Amor de Dios (An alm for the love of God), hay ngay cả La Catedral.

Sáng tác của ông cho thấy tâm hồn nhạy cảm một nhạc sĩ lãng mạn duy tâm và một con người nhân văn, dù luôn gặp trắc trở và luôn bị đánh giá thấp nhưng không bao giờ phàn nàn, luôn biết tự thỏa mãn với những gì mình có.

John Williams nói về Barrios: "... là nhạc sĩ guitar hay là nhạc sĩ sáng tác, Barrios là người xuất chúng hơn cả cho dù người nghe có là ai đi nữa. Nhạc của ông có cấu trúc hay hơn, có nhiều chất thơ hơn và có mọi thứ nhiều hơn! Hơn nữa nó nhiều hơn một cách không lỗi thời. Tôi nghĩ ông đáng kể hơn cả Sor hay Guiliani với vai trò nhạc sĩ sáng tác, và hơn Villa-Lobos với vai trò nhạc sĩ viết cho guitar."
Barrios sáng tác khoảng 300 tác phẩm và ngoài ra ông còn viết một số bài thơ. Các nhạc phẩm nổi tiếng nhất:
- Aconquija
- Allegro Sinfónico
- Cueca
- Danza Paraguaya
- Estudio de Concierto
- Jha, Che Valle
- Julia Florida
- Las Abejas
- La Catedral
- London Karape
- Madrigal-Gavota
- Maxixa
- Mazurka Apasionata
- Preludio
- Sueño de la muñequita
- Un sueño en la Floresta
- Una limosnita por amor de Dios
- Vals no 3
- Vals no 4
- Vidalita
- Danza Guaraní